# 亀山焼 (長崎)

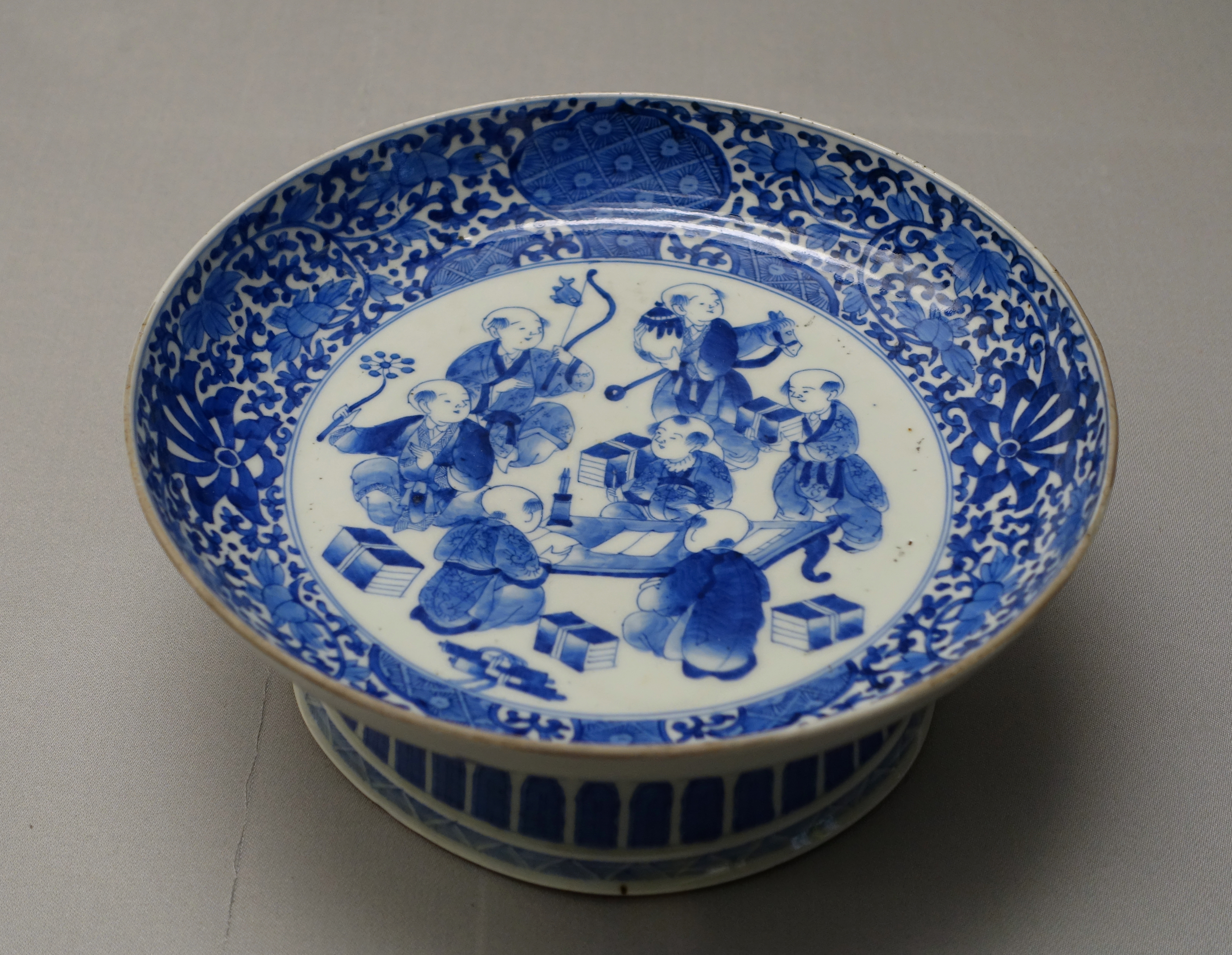
染付唐子図台鉢 東京国立博物館蔵

亀山焼（かめやまやき）は、江戸時代後期の長崎で作られた陶磁器のこと。上質の白磁に中国から輸入された呉須による文人画風の絵付けが有名であるが、竹花氷裂文や石畳文など、長崎特有の異国情緒を感じさせる図柄も多い。伊万里焼に比べ呉須が全体的に濃いのが特長である。製陶期間が約50年と短く、伝世品が少ないことから幻の焼き物と呼ばれ、とくに上手のものは収集家の間で珍重されている。銘は一重四角内に「亀山製」の文字を紋様化したものや、「崎陽亀山製」「亀山」など楷書や行書で記したものが散見される。坂本龍馬の愛用茶碗は亀山焼である。

## 概略
文化4年(1807年)、大神甚五平・山田平兵衛・古賀嘉兵衛・万屋古次吉によって長崎伊良林垣根山で開窯される。創業資金は長崎奉行所産業御調方からの借入金でまかなわれた。当初はオランダ船が需要する水甕を焼くための窯だったことから亀山焼と命名されたともいう。
ナポレオン戦争の影響で外来船の寄港が大きく減ったため水瓶の需要が減り水瓶事業は苦しくなった。長崎は天領であり長崎奉行の下、各藩ごとの陶工の一子相伝の技術を、平戸藩の三川内焼を始め、大村藩の波佐見焼、佐賀藩の有田焼等の高い技術を持った磁器の陶工達を呼び寄せる事が出来た。柿右衛門手の亀山焼と言われる物もある。50年ほどの短期間の存在でありながら名陶と呼ばれた。徳川幕府の天領であった故水瓶を焼いていた陶器所が肥前地区の高い技術を持った磁器製造に転換可能となった。原料の陶石は上質の天草陶石と佐世保市針尾網代の陶石を使用した。網代の陶石は三川内より長崎の奉行所宛に三川内の網代陶石枯渇の恐れが有ると使用を減らす様嘆願書が出ている。長崎県窯業技術センターの成分解析結も亀山焼きの網代陶石使用は否定出来ないの見解である。他には中国の蘇州土を使用した。顔料も良質の花呉須を中国から取り寄せたこれも天領長崎故可能となったと思われる。
崎陽三筆と称される木下逸雲・祖門鉄翁・三浦梧門や当時豊後に居住していた田能村竹田など著名な文人が下絵を引き受け、文人画風の雅味のある絵付けとなった。
文政2年(1819年)には大神甚五平の単独経営となり、寛政・天保年間には全盛期を迎え、その品格の高さが評判となった。天保10年（1839年）、大神甚五平が65歳で没し、二代目甚五平が窯を引き継ぐ。
慶応元年(1865年)3月、財政難のためついに廃窯となった。同年、小曽根乾堂の資金援助を受けて（小曽根と高田家の関連の確認は取れていない）亀山焼工場跡地を高田利平が購入。同年から二年間、坂本龍馬が率いる亀山社中の活動拠点となる。
（維新以降高田家の三男高田辰治郎が亀山焼登り窯を使用し反射炉等に使用する耐火煉瓦石の製造の研究に使用した。明治19年12月17日陸軍大阪砲兵鋳工長森山盛行の耐火煉瓦石試験結果報告に英国製ロッホード社製造の耐火煉瓦石より長崎産の耐火煉瓦石が優れているとの報告がある、肥前磁器の技術を持って行えば当然の事である。辰治郎は大瀬戸に大規模な登り窯の耐火煉瓦石の工場を作りリンガー商会、熊本県の三池や熊本紡績等に販売したが辰治郎の死亡により消滅した）
また小曽根乾堂はその長子小曽根星海（晨太郎）に亀山焼の再興を託した。星海は明治24年(1891年)から32年(1899年)頃まで自宅邸内にて小曽根焼（鼎山焼）を開窯している。
現在髙田文平の子孫高田祐治が三川内焼の嘉泉窯に協力を依頼し、亀山焼を『崎陽亀山焼 髙田茶屋』として再興中。髙田茶屋とは亀山社中の有った一帯を、幕末から大正9年まで髙田一族が所有し使用した、その一時期を亀山社中へ貸したと思われる。昭和12年3月10日付けの長崎日日新聞に、坂本龍馬等が仮寓したと云う（旧髙田茶屋）と言う記事が掲載されている。

## 作品資料
- 亀山焼桐ニ鳳凰染付大鉢 長崎歴史文化博物館 蔵